# اوبر کوتی
اوبر کوتی (انگلیسی: Aubert Côté؛ ۲۲ مارس ۱۸۸۰ – ۲۷ مارس ۱۹۳۸) کشتی‌گیر اهل کانادا بود.